# Nieder-Olm
Nieder-Olm è una città di 8.967 abitanti della Renania-Palatinato, in Germania.
Appartiene al circondario (Landkreis) di Magonza-Bingen (targa MZ) ed è parte della comunità amministrativa (Verbandsgemeinde) di Nieder-Olm.